# Morosofie
Een morosofie (van het Grieks μωρία: gekte en σοφία: wijsheid) is een evident absurde waanwetenschappelijke theorie. Een 'waangeleerde' of 'waanwijze' wordt ook wel morosoof genoemd. Anders dan de middelmatiger pseudowetenschappen zijn morosofieën vaak zo bizar en ongerijmd dat ze welhaast literaire kwaliteit krijgen. Morosofen zijn doorgaans autodidact en dikwijls obsessieve en enige aanhangers van hun eigen theorieën. Veel van hen publiceren (op eigen kosten), geven interviews, houden lezingen, en gaan welwillend in discussie met gelegenheidsopponenten. De term morosofie en morosoof wordt in de Nederlandse literatuur gebruikt door Matthijs van Boxsel, in zijn Encyclopedie van de domheid. De term is voorlopig geen gangbaar Nederlands en is ook niet bekend in andere talen.

## Bekende morosofen

### Willem Hietbrink
Een bekend morosoof op het gebied van taal is Berend Willem Hietbrink (1943), beter bekend onder zijn artiestennaam de Duizenddichter, die beweert dat het Nederlands de moeder van alle wereldtalen is: het Franse 'brie' komt van 'brij', de Engelsen zeggen 'cow' omdat een koe 'kauwt' en 'paparazzo' is afkomstig van 'papierrotzooi'. Hietbrink ontdekte tevens het 'taalworteltrekken', waarbij men woorden langs enigszins onorthodoxe weg in verschillende woorden ontleedt. 'Hospitaal' is zo bijvoorbeeld te herleiden tot 'huis-bed-hal', 'justitie' komt van 'juist-is-tie' en 'resultaat' kan worden herleid tot 'er-is-al-dat'. Hietbrink schreef er ook een boekje over, Kwispelen met taal ('k wil spelen met taal). Anno 2007 was Hietbrink dagelijks te zien in de Nederlandse versie van het televisieprogramma Man bijt hond, met zijn rubriek 'Hietbrinks taalles', waarin hij elke avond een tweetal woorden uitlegde. Sinds 2006 houdt Hietbrink zich intensief met het eiland Texel bezig, dat volgens hem een overblijfsel van Atlantis is. In zijn optiek is het eiland inmiddels 4200 jaar oud. Hij stelt dat het Texels daardoor een van de oudste talen ter wereld is.

### Harrie Weggelaar
Een andere bekende morosoof is de Amsterdammer Harrie Weggelaar (geb. 1945) met zijn werk "Atomen zijn ruimteschepen". Volgens Weggelaar bestaat elk atoom uit ruimteschepen, waarin super-intelligente microwezens wonen. Die microwezens bestaan ook weer uit atomen, die ook weer uit bevolkte ruimteschepen bestaan. En de mensheid zal, in de toekomst, "het heelal ingaan om ruimteschepen te bouwen, in de uiteindelijke vorm van macro-atomen!!" (dubbele uitroeptekens van de morosoof zelf). Weggelaar annonceerde zijn theorie jarenlang in betaalde advertenties in een aantal kranten; wie dat wilde kon bij hem een gratis boekwerk bestellen waarin hij de theorie uit de doeken deed. Inmiddels is hij ook op internet te vinden, voornamelijk onder het pseudoniem "harriechristus".

### Jean-Pierre Brisset
Jean-Pierre Brisset (1837-1919), oud-militair en stationschef van Angers (Frankrijk) wordt als morosoof bij uitstek ten tonele gevoerd in Van Boxsels boek Morosofie. Deze Franse autodidact kwam tot de "wetenschappelijke" conclusie dat de mens uit het water stamt en afstamt van kikkers, en dat de analyse van de (Franse) taal hiervoor bewijzen leverde (bv. "logement" = woning komt van " l'eau" = het water). Hij gaf zijn boek uit op eigen kosten. Opgemerkt door de surrealist Jules Romains werd hij in 1913 tot "Prins der Denkers" verkozen en plechtig in Parijs gevierd en bespot.
De verering van Brisset (onder meer als 'patafysisch heilige') is blijven voortduren, en grappenmakers sturen nog steeds brieven naar burgemeesters, notabelen, bibliothecarissen en directeurs van psychiatrische instellingen met de vraag om een straat, bibliotheek, station, universiteit, of gekkenhuis naar Brisset te noemen.

### Klaas Dijkstra
In Van Boxsels boek over morosofie komt ook de Hilversummer (van geboorte Fries) Klaas Dijkstra (1895-1969) naar voren, die geloofde in het bestaan van de platte aarde en zelfs twee boeken schreef over dat onderwerp. Dijkstra hield tot zijn dood in 1969 vol dat de aarde plat was en noemde hen die het tegendeel beweerden "bollandisten". Zelfs de foto's vanuit Apollo 8 konden hem niet overtuigen: "Die drie ruimtevaarders moeten de wereld op zijn kant hebben gezien, maar zij moeten erover zwijgen".

### Francesco Carotta
Volgens deze Italiaan (geboren 1946) is het lijdensverhaal van Jezus terug te voeren op een verkeerd begrepen versie van het leven van Caesar over de laatste dagen van deze dictator en opperpriester van Rome. Kern van Carotta's theorie (Nederlandse vertaling Was Jezus Caesar?, Soesterberg, 2002) is de aanname dat een wassen afbeelding van Caesar na diens dood aan een tropaeum in de vorm van een kruis is gehangen.

### Egmond Codfried
Een op Nederlandse en Vlaamse internetfora bekende afrocentristische morosoof is schrijver en zelfverklaard onderzoeker Egmond Codfried, een Surinaamse Nederlander. Codfried is ervan overtuigd dat de Europese adel tussen circa 1100 en revolutiejaar 1848 zwarten waren, met name afstammelingen van de Moren. Volgens hem is blank racisme eigenlijk een bevrijdingsideologie, en hebben de blanke Europeanen op grote schaal portretten van edellieden "gewit" (blank overschilderd). De huidige blanken zouden afstammelingen zijn van lijfeigenen of horigen. De zwarte adel zou zich met leer getooid hebben afkomstig van de huid der Europese blanken. Het Sinterklaasfeest zou dan na 1848 een racistische initiatie zijn om kinderen bewust te maken van hun witheid en de zwarten als vijand.
Als bewijsmateriaal geeft hij persoonsbeschrijvingen en portretten die volgens hem duidelijk negroïde trekken vertonen ("iconografische bewijzen"). Daarbij genieten met name historische figuren als Jane Austen, Belle van Zuylen, Maria Jacoba van Goor en Ludwig van Beethoven zijn aandacht (hoewel laatstgenoemde niet tot de adel behoorde).
Verder beweert Egmond Codfried dat de Europese "witten" bezig zijn met de voorbereiding van een nieuwe holocaust, tegen zwarten en moslims, die in de nabije toekomst zou moeten plaatsvinden.
Codfried is naast zelfverklaard onderzoeker ook toneelschrijver en geeft enkele werken in eigen beheer uit. Hij schonk in 2011 zijn onderzoekscollectie m.b.t. de Europese adel aan het Nationaal Archief Suriname.

### Duncan A. Lunan
Deze Schotse auteur van sci-fi en pseudowetenschappelijke verhalen, alsook verhalen omtrent astronomie en ruimtevaart, is vooral gelinkt aan de ster Izar (Epsilon Boötis, Struve's Pulcherrima in het sterrenbeeld Ossenhoeder). Lunan veronderstelde in 1973 dat er in het Lagrangepunt L-5 van de maanbaan een buitenaardse kunstmatige satelliet of Bracewell sonde zich al 13.000 jaren schuil hield, maar waarvan de aanwezigheid in de jaren 1927 en 1928 hoorbaar werd dankzij experimenten van Noorse wetenschappers op het gebied van radiogolven en gerelateerde langdurige echoverschijnselen. Deze interstellaire sonde was volgens D. A. Lunan afkomstig van een reeds uitgestorven beschaving in de buurt van de ster Epsilon Boötis, en was 13.000 jaren geleden zodanig geprogrammeerd dat het bestaan ervan pas kon worden ontdekt door middel van experimenten met gereflecteerde radiogolven. Deze interstellaire Bracewell sonde kreeg de bijnaam Zwarte ridder (Black knight), en zorgt sinds 1973 voor heel wat ophef in de pseudowetenschappelijke wereld.
Een Bracewell sonde is een onbemand interstellair ruimtetuig dat afkomstig is van een beschaving in een ander deel van de melkweg. Dit hypothetisch type ruimtetuig werd bedacht door de Australische radioastronoom Ronald Newbold Bracewell (1921-2007).
Verder veronderstelde Duncan A. Lunan dat de groene kinderen van Woolpit buitenaardsen waren, maar door een technisch defect gedoemd waren de rest van hun dagen op aarde door te brengen.

### William Francis Brinsley Le Poer Trench, 8th Earl of Clancarty, 7th Marquess of Heusden
Deze Engelse lord was een eminent figuur in de geschiedenis van de ufologie, daar hij beweerde dat niet-geïdentificeerde vliegende toestellen afkomstig waren uit het binnenste van de planeet aarde, en helemaal niet uit de ruimte. Hij wou het Engelse parlement zover krijgen dat het begrip U.F.O. een veelbesproken onderwerp werd, maar de andere lords staken daar hun stokjes voor, tot groot ongenoegen van W. F. Brinsley Le Poer Trench. Toch heeft deze Engelse lord een gezaghebbend magazine doen ontstaan: Flying Saucer Review.

### Raël
Claude Maurice Marcel Vorilhon, beter bekend als Raël, had in 1973 een ontmoeting met, althans volgens hem, een buitenaards wezen, en stichtte vervolgens het Raëlisme. C. M. M. Vorihlon was onder meer zanger, een fervent kenner van racewagens, en een vermoedelijke specialist inzake plagiaat. Veel van de door hem verkondigde feiten omtrent vliegende schotels waren afkomstig van W. F. Brinsley Le Poer Trench, de Engelse lord die veronderstelde dat er in het binnenste van de Aarde een op technologisch gebied veel verder ontwikkelde beschaving woonde dan de bovengrondse.

### Joseph Westley Newman
Deze Amerikaanse uitvinder beweerde op eigen houtje een vrij eenvoudige doch snel roterende machine te hebben ontwikkeld waarmee veel meer elektrische energie kon worden opgewekt dan een gewone batterij van deze omvang. Newman's wispelturige en agressieve karakter verhinderde echter dat er met hem overeenkomsten konden worden gesloten om zijn machine uit te testen.